# 畠山家国
畠山 家国（はたけやま いえくに、生年不詳 - 建武2年（1335年））は、鎌倉時代末期の武将。足利氏の支流畠山氏の5代当主（実質的初代当主の足利義純を除くと4代当主）。通称二郎。畠山貞国の子。国清、義深、義熈、清義、国頼、義輝、清渓尼（足利基氏妻）の父。後に出家して西蓮と称す。位階は従五位下、官職は治部大輔。
当時の畠山氏の嫡流は家国の伯父とされる畠山高国であるが、家国の子孫が後に室町幕府の管領を輩出する家柄となった。